# Stenoma byrsinitis
Stenoma byrsinitis es una especie de polilla del género Stenoma, orden Lepidoptera.
Fue descrita científicamente por Meyrick en 1912.

## Distribución
Se distribuye por Colombia.